# خنفساء هتلر
تعيش خنفساء هتلر ذات الاسم العلمي (باللاتينية: Anophthalmus hitleri) في خمسة كهوف رطبة في جمهورية سلوفينيا بوسط أوروبا. وهي تمتاز بكونها عمياء، ويبلغ طول جسمها البُني اللون من 5 إلى 5.5 ملليمتراً. وقد اكتشفها جامع الحشرات الألماني اوسكار شايبل (1881 - 1953)، وقام بتسميتها عِلمياً عام 1937 باسم زعيم ألمانيا النازية أدولف هتلر (1889 -1945).

## وصلات خارجية
- خنفساء هتلر (أنوفثالموس هتلري، شايبل 1937). (مقال عِلمي باللغتين الألمانية والإنجيليزية).